# HSB 187 016 bis 019
Die Fahrzeuge 187 016 bis 019 sind schmalspurige Dieseltriebwagen der Harzer Schmalspurbahnen.

## Geschichte
Die Triebwagen 187 016 bis 019 wurden für die Harzer Schmalspurbahnen auf der Grundlage der Erfahrungen, die dort mit dem Wittenberger Prototyp 187 015 gemacht wurden, vom DB-Spezialwerk Halberstadt gebaut. Ziel war einerseits, schwach frequentierte Strecken rationeller zu betreiben und andererseits den Vorortverkehr von Nordhausen bis zur Verlängerung und Inbetriebnahme der Straßenbahnlinie 10 ansprechender gestalten zu können.
Die Triebwagen haben 45 Sitz- und 40 Stehplätze. Die Auslieferung aller vier Fahrzeuge erfolgte ab dem Jahre 1999.

## Einsatzgebiete
Das Haupteinsatzgebiet liegt im Bereich Nordhausen. Hier werden die Fahrzeuge auf der Harzquerbahn und weiter auf der Selketalbahn im Berufs-, Schüler- und Regionalverkehr sowie zu Schwachlastzeiten eingesetzt. Ein Fahrzeug dieses Typs wickelt zudem die Triebwagenumläufe auf der Strecke Wernigerode–Eisfelder Talmühle (nördlicher Teil der Harzquerbahn) ab.